# Công ty giải trí
Công ty giải trí hay hãng giải trí, hay còn gọi là công ty quản lý nghệ sĩ (tức công ty chủ quản), là loại hình doanh nghiệp tham gia trong việc quản lý và xây dựng hình tượng cho các ca sĩ, nhóm nhạc hay diễn viên một cách chiến lược, bài bản. Đôi lúc nó cũng được hiểu như một hãng thu âm, hay một hãng ghi hình, hãng phim truyền hình. Phần lớn các công ty loại này tồn tại ở Mỹ, Anh, Ấn Độ, Thái Lan, Philippines hay các nước Á Đông như Nhật Bản, Hàn Quốc, Trung Quốc, Đài Loan, Hồng Kông cũng như Việt Nam.

## Các vai trò
Trong mỗi công ty giải trí được phân chia từng nhiệm vụ, từ giám đốc điều hành, các nhân viên phụ trách từng mảng như tài chính, xin tài trợ, gây quỹ, quan hệ đối ngoại, nội dung, truyền thông, v.v.
Công ty ca nhạc (tức công ty quản lý nghệ sĩ) ký kết hợp đồng với ca sĩ độc quyền. Công ty thu âm tài trợ album mới nhất cho ca sĩ. Công ty truyền thông hợp tác tổ chức liveshow cùng công ty ca nhạc.

## Khác biệt giữa phương Đông và phương Tây
Các công ty quản lý ở Hoa Kỳ được thuê để quản lý sau khi nghệ sĩ ấy đã thành công và trở nên nổi tiếng. Kết quả là, các công ty quản lý chỉ đóng vai trò phụ và không thể có những đầu tư dài hạn cho ca sĩ của mình.
Trong khi đó tại Nhật Bản và Hàn Quốc, những nước có nền công nghiệp văn hoá phát triển sau, các công ty quản lý có hẳn một hệ thống đào tạo bài bản, khoa học và chuyên nghiệp: lựa chọn thực tập sinh, ký hợp đồng dài hạn và đào tạo học viên trong thời gian dài, mà điều này không thể có ở Mỹ.

## Tại Việt Nam và hải ngoại
Vai trò của công ty quản lý gắn với thị trường âm nhạc còn non trẻ như Việt Nam có thể xác định là từ khoảng đầu những năm 2000. Nhiều công ty đào tạo và quản lý ca sĩ đã góp phần tạo nên những tên tuổi ca sĩ và nhóm nhạc đình đám qua nhiều thời kỳ khác nhau cho nền âm nhạc V-pop. Tuy nhiên những mối quan hệ kiểu này cũng đã mang đến cho giới giải trí rất nhiều vụ bê bối từ lớn đến nhỏ, như bị tố bóc lột, đơn phương chấm dứt hợp đồng mà không quan tâm đến các điều khoản, đấu khẩu, v.v. Một thực trạng dễ nhận thấy nhất là không ít ông bầu, bà bầu đã phải đau đầu khi đầu tư một số tiền cực lớn để chăm ca sĩ nhưng khi họ đã nổi tiếng, họ sẵn sàng muốn tách nhóm để hoạt động đơn lẻ.
Hầu hết các ca sĩ đến với các công ty đào tạo và quản lý ca sĩ ở Việt Nam đều có khởi đầu là con số 0, chỉ với đam mê ca hát và khao khát đứng trên sân khấu như một ca sĩ thực thụ. Một ít trong số họ có bước cơ bản từ những nhà văn hóa thiếu nhi hoặc đã từng tham gia vài chương trình ca nhạc nhỏ lẻ tại các tụ điểm như các ca sĩ hát lót vô danh. Nắm bắt yêu cầu và mong muốn của các học viên yêu ca hát và nhu cầu thị trường cần các ca sĩ và nhóm nhạc mới, các công ty đào tạo và quản lý ca sĩ đã tốn không ít hầu bao cho việc trang bị, tút tát và có khi thay đổi hoàn toàn học viên của mình từ không có gì cho đến ca sĩ nổi tiếng với hàng ngàn người hâm mộ.
Các trung tâm này xác định mục tiêu lâu dài, nhân lực là sự bắt tay giữa người làm chuyên môn với người làm kinh tế để hoạt động hiệu quả. Phạm vi hoạt động của họ khá rộng mở và đa dạng, bao gồm một quy trình từ A - Z cho kế hoạch phát triển một ca sĩ. Từ đào tạo luyện thanh nhạc với các giáo viên chuyên môn, tập thể hình, thay đổi ngoại hình như kiểu tóc, vóc dáng, trang phục được nhà tạo mẫu (stylist) chỉ định phù hợp với phong cách mà công ty định hướng đến cách đi đứng, chào hỏi, biểu diễn, vũ đạo, kỹ năng ứng xử truyền thông, người hâm mộ và học ngoại ngữ để phát triển ra nước ngoài. Có công ty còn có hẳn một chương trình quay quá trình đào tạo từ lúc tuyển chọn vào công ty đến lúc thành lập nhóm cho khán giả xem như công ty Tài năng Việt (VAA của Ngô Thanh Vân) với chương trình Khao khát đỉnh cao được chiếu trên truyền hình khi thành lập nhóm 365 là một ví dụ.
Cuối cùng là tìm nhạc sĩ sáng tác riêng hoặc chọn ca khúc, hòa âm phối phí, làm album, quay video âm nhạc (MV), bắt show đi diễn, tổ chức liveshow và tìm kiếm các hợp đồng quảng cáo. Những việc kể trên không phải các ca sĩ hoạt động đơn lẻ nào cũng có thể tự lo cho mình trọn vẹn và quy củ như có hẳn một ê-kíp thực hiện như các công ty quản lý. Đó là lý do chính vì sao ngày càng nhiều người muốn trở thành ca sĩ tìm đến công ty quản lý dù những cảnh báo về các hợp đồng và luật lệ khắt khe không phải đơn giản. Nhưng nếu so với những ông bầu đơn lẻ làm ăn chộp giật, vụ lợi hoặc không hiệu quả với các ca sĩ trẻ người non dạ thì các công ty âm nhạc ra đời gần đây có tư cách pháp nhân cụ thể, thương hiệu rõ ràng và tiềm năng nghiêm túc thì phần nào cũng an tâm hơn. Ở nền giải trí Việt, có thể kể đến các công ty đào tạo và quản lý như: thời kỳ khởi đầu là Cánh Chim Việt (nhóm 1088), Tài Năng Mới (ca sĩ Nguyễn Phi Hùng), công ty Nhạc Xanh (nhóm GMC, Khánh Ngọc, Nhật Tinh Anh), HT. Production của ông bầu Hoàng Tuấn (ca sĩ Đan Trường), công ty Thế giới Giải trí Wepro (với nhóm H.A.T, Ưng Hoàng Phúc, Phạm Quỳnh Anh, Sơn Tùng M-TP), công ty Những gương mặt âm nhạc (Music Faces) của nhạc sĩ Đức Trí (có Hồ Ngọc Hà, Phương Vy, Quốc Thiên), công ty MK Communications của nhạc sĩ Minh Khang thì xây dựng hình ảnh cho nhóm Mắt Ngọc, song ca nam Thiên Trường - Địa Hải, nhóm MBK cho đến công ty Music Box (ca sĩ Thanh Thảo góp phần tạo nên tên tuổi Ngô Kiến Huy, Nam Cường), công ty VAA (bà bầu Ngô Thanh Vân và nhóm 365), công ty Hãng Đĩa Thời Đại đã là hậu thuẫn vững chắc nhất để đưa tên tuổi Phùng Khánh Linh đến gần với công chúng, v.v.
Tại hải ngoại, vào những năm 1980 - 1990, xuất hiện một số công ty thu âm và phát hành băng đĩa nhạc giúp các nghệ sĩ Việt kiều được biểu diễn như Trung tâm Thúy Nga, Trung tâm Asia, Trung tâm Làng Văn, Trung tâm Vân Sơn. Các sản phẩm của hai trung tâm Asia và Thúy Nga được thực hiện nghiêm túc, dàn dựng công phu, mang nhiều giá trị nghệ thuật và được giới yêu nhạc đánh giá cao. Trong đó, vào những năm đầu của nền âm nhạc Việt Nam hải ngoại, trung tâm Asia do nhạc sĩ Anh Bằng thành lập luôn đi đầu trong các hoạt động nghệ thuật. Rất nhiều các ca khúc nhạc vàng của miền Nam Việt Nam trước năm 1975 đã được công ty phục dựng lại để khán giả tại hải ngoại được thấy phần nào hình ảnh của miền Nam Việt Nam cũng như hình ảnh của người lính Việt Nam Cộng hòa. Từ đó hình thành nên một thị trường âm nhạc hải ngoại với sức tiêu thụ cao và thu hút cả sự tham gia của nhiều ca sĩ, nhạc sĩ từ trong nước.
Những băng video đầu tiên của Trung tâm Thúy Nga là băng cải lương, trước khi chuyển sang thực hiện các chương trình đại nhạc hội Paris By Night, mà hầu hết là các tiết mục tân nhạc. Thúy Nga cũng là trung tâm đầu tiên phối hợp nhạc cụ cổ truyền Việt Nam như đàn cò, đàn bầu, đàn tranh (với nhạc sĩ Đức Thành) với nhạc cụ phương Tây để hòa âm các bản nhạc và sau này nhiều công ty hải ngoại (và cả trong nước) làm theo. Các chương trình đại nhạc hội Paris By Night, Asia, Vân Sơn cũng thường kết hợp những phần trình diễn vũ điệu cổ truyền, dân ca dân nhạc và cải lương, tân cổ giao duyên với các nghệ sĩ Chí Tâm, Phượng Liên, Thành Được, Ái Vân, Đức Thành, Hương Lan, Phi Nhung, Mạnh Quỳnh, Ngọc Huyền, Quang Lê, Y Phụng và vũ đoàn Lạc Hồng. Cũng nhờ đó, nền âm nhạc cổ truyền được các thế hệ sau tại hải ngoại biết đến rộng rãi.
Cho tới những năm gần đây, các trung tâm kể trên thường phát hành đều đặn các chương trình dưới dạng DVD.